# 게이봉박두 2
게이봉박두 2 또는 게이봉박두 2:세컨드 라이프는 2013년 11월에 제작하여 2013년 11월 16일에 서울특별시 종로구에서 개봉, 상영된 대한민국의 영화로, 게이, 레즈비언, 트랜스젠더 영화 8편의 모음집이다.

## 수록 작품
- 내 마음 속 도청장치
- 리퀴드 포이즌
- 빌리
- 새끼손가락
- 시크릿
- 시티 오브 엔젤
- 우주인
- 키스 권하는 사회

## 같이 보기
- 레인보우 팩토리
- 친구사이?
- 게이봉박두
- 김조광수